# Beillé
Beillé ist eine französische Gemeinde mit 543 Einwohnern (Stand: 1. Januar 2022) im Arrondissement Mamers im Département Sarthe in der Region Pays de la Loire. Beillé gehört zum Kanton La Ferté-Bernard (bis 2015: Kanton Tuffé) und zum Gemeindeverband Communauté de communes du Pays de l’Huisne Sarthoise. Die Einwohner werden Beilléens genannt.

## Geographie
Beillé liegt etwa 25 Kilometer ostnordöstlich von Le Mans. Der Huisne begrenzt die Gemeinde im Süden. Umgeben wird Beillé von den Nachbargemeinden Tuffé Val de la Chéronne im Norden und Nordosten, Vouvray-sur-Huisne im Osten, Duneau im Süden, Connerré im Westen und Südwesten sowie La Chapelle-Saint-Rémy im Nordwesten.
Durch die Gemeinde führt die Autoroute A11. 

## Bevölkerungsentwicklung
| 1962                      | 1968 | 1975 | 1982 | 1990 | 1999 | 2006 | 2013 |
| ------------------------- | ---- | ---- | ---- | ---- | ---- | ---- | ---- |
| 536                       | 440  | 376  | 327  | 344  | 388  | 490  | 530  |
| Quelle: Cassini und INSEE |      |      |      |      |      |      |      |

## Sehenswürdigkeiten
- Kirche